# Маний Ацилий (посол)
Ма́ний Аци́лий (лат. Manius Acilius; умер после 208 года до н. э.) — древнеримский политик и сенатор из плебейского рода Ацилиев, направленный во время 2-й Пунической войны послом ко двору Птолемея IV.

## Биография
Маний происходил из незнатного плебейского рода Ацилиев. В 210 году до н. э. он вместе с Марком Атилием Регулом был отправлен послом в Египет к царю Птолемею IV Филопатору. В 208 году до н. э. Ацилий выдвинул предложение поставить в Таренте гарнизон, которое было принято сенатом. Более о нём ничего не известно.